# スーダラ伝説
『スーダラ伝説』（スーダラでんせつ）は、1990年11月25日にファンハウス（現：ソニー・ミュージックレーベルズ）からリリースされた植木等通算4枚目のオリジナル・アルバム、および同アルバムからシングルカットされた表題曲。

## 解説(アルバム)
1971年発売『女の世界』より、実に19年ぶりのオリジナル・アルバム。年末には『第41回NHK紅白歌合戦』にも出演した。
本作のヒットを受けて翌年には続編『スーダラ外伝』が発売されている。
2019年7月24日に最新リマスタリングでドリーミュージックからUHQCD仕様で再発売された。

## 収録曲
1. スーダラ伝説
  - 作詞：青島幸男　作曲：萩原哲晶　編曲：宮川泰
  - 本作と同日にシングルカットされた。
  - 以下のメドレー
    - スーダラ節
    - 無責任一代男
    - ドント節
    - 学生節(作詞：西島大　作曲：山本直純)
    - ショボクレ人生
    - 五万節
    - ゴマスリ行進曲
    - だまって俺について来い
    - いろいろ節
    - ホンダラ行進曲
    - これが男の生きる道
    - 遺憾に存じます
    - ウンジャラゲ(作詞：藤田敏雄　作曲：宮川泰)
    - ハイそれまでョ
    - スーダラ節
2. 笑えピエロ
  - 作詞・作曲：浜口庫之助　編曲：溝淵新一郎
  - 「花と小父さん」との2曲入で1991年2月25日にリカット。
3. 花と小父さん
  - 作詞・作曲：浜口庫之助　編曲：溝淵新一郎
  - 「笑えピエロ」との2曲入で1991年2月25日にリカット。
4. チビ
  - 作詞：中村メイコ　作曲：神津善行　編曲：山本健司
5. 銀座イエスタディ
  - 作詞：伊藤アキラ　作曲・編曲：宮川泰
  - シングル「少年の日」のカップリングとして1991年5月25日にリカット。
6. 地球温暖化進行曲
  - 作詞：伊藤アキラ　作曲・編曲：宮川泰
  - 「二十一世紀音頭」との2曲入で1991年1月1日にリカット。
7. 二十一世紀音頭
  - 作詞：伊藤アキラ　作曲：三波春夫　編曲：井上鑑
  - 「地球温暖化進行曲」との2曲入で1991年1月1日にリカット。
8. スーダラ節（平成ミックスヴァージョン）
  - 作詞：青島幸男　作曲：萩原哲晶　編曲：萩原哲晶・溝淵新一郎
9. スーダラ節（昭和モノミックスヴァージョン）
  - 作詞：青島幸男　作曲：萩原哲晶　編曲：萩原哲晶・溝淵新一郎